# Luc, Lozère
Luc là một xã ở tỉnh Lozère trong vùng Occitanie, phía nam nước Pháp. Khu vực này có độ cao trung bình 971 mét trên mực nước biển.
Phế tích lâu đài Luc nằm ở đây.